# Serixia vateriae
Serixia vateriae là một loài bọ cánh cứng trong họ Cerambycidae.